# Rolfodon bracheri
Rolfodon bracheri è una specie estinta di squalo dal collare che visse durante il Miocene. R. bracheri è stato descritto da Pfeil nel 1983. Originariamente era descritta come specie appartenente al genere Chlamydoselachus; Cappetta, Morrison & Adnet (2019) lo hanno trasferito al genere clamidoselachide Rolfodon.